# Phonotimpus
Phonotimpus is een geslacht van spinnen uit de familie Phrurolithidae. De soorten van het geslacht komen uitsluitend in Mexico voor.

## Soorten
- Phonotimpus eutypus Gertsch & Davis, 1940
- Phonotimpus separatus Gertsch & Davis, 1940